# 相馬杏奈
相馬 杏奈（そうま あんな）は、日本のミュージカル女優である。劇団四季所属。

## 来歴
新潟県新潟市生まれ。4歳のときにバレエとピアノを始める。
東京音楽大学を卒業後、羽鳥塾を経て2010年10月に劇団四季オーディションに合格。2011年1月25日に自由劇場で上演された『コンタクト』のアンサンブル役で四季での初舞台出演を果たした。なお相馬は、四季への入団以前にもいくつかのミュージカルに出演したことがある。

## 主な出演作品
- コンタクト - アンサンブル（2011年・2014年）
- 夢から醒めた夢 - アンサンブル 3枠（2011年 - ）
- ウェストサイド物語 - クラリス 役（2012年）、グラジェラ 役（2016年）
- 劇団四季FESTIVAL! 扉の向こうへ ダンスパート（2014年）
- クレイジー・フォー・ユー - パッツィー 役（2015年）
- アラジン - アンサンブル（2017年）
- 劇団四季ソング&ダンス65 ダンスパート - コーラス 役（2018年）
- ユタと不思議な仲間たち[1]
- アイーダ[1]
- ミュージカル異国の丘[1]